# Abbaye Saint-André de Meymac
Pour les articles homonymes, voir abbaye Saint-André.
L'abbaye Saint-André-Saint-Léger de Meymac est une ancienne abbatiale bénédictine située sur le territoire de la commune de Meymac dans le département français de la Corrèze et la région Nouvelle-Aquitaine.
L'église abbatiale Saint-André-et-Saint-Léger fait l’objet d’un classement au titre des monuments historiques par la liste de 1840.

## Histoire

L’abbaye au XVIIe siècle, planche gravée du Monasticon Gallicanum.

La légende veut qu'un ermite nommé Mamacus ait construit au VIe siècle une petite église dédiée à l'apôtre saint André. C'est en 546 que Rorice II, évêque de Limoges, vient consacrer la nouvelle église.
Le 3 février 1085, Archambaud III, vicomte de Comborn, fonde le prieuré de Meymac, constitué de quelques moines bénédictins.
En 1146, grâce à la contribution d'Ebles II de Ventadour, le prieuré devient abbaye, autour de laquelle se développe l'un des quatre principaux duchés de Ventadour.
Le 27 janvier 1791, les derniers moines quittent les lieux et l'abbaye est vendue par lots successifs.
Au XIXe siècle, elle devient caserne, grenier à foin, écurie. Jusqu'en 1824, l'existence de l'abbaye est menacée mais, remarquée par Prosper Mérimée, elle est placée sur la liste des monuments historiques de 1840, et sa rénovation commence en 1846.
Aujourd'hui l'abbaye abrite, dans l'aile qui jouxte l'église, le musée Marius-Vazeilles (musée d'archéologie et du patrimoine Marius-Vazeilles) et, dans l'autre aile (parallèle à l'église), le Centre d'art contemporain.

## Architecture

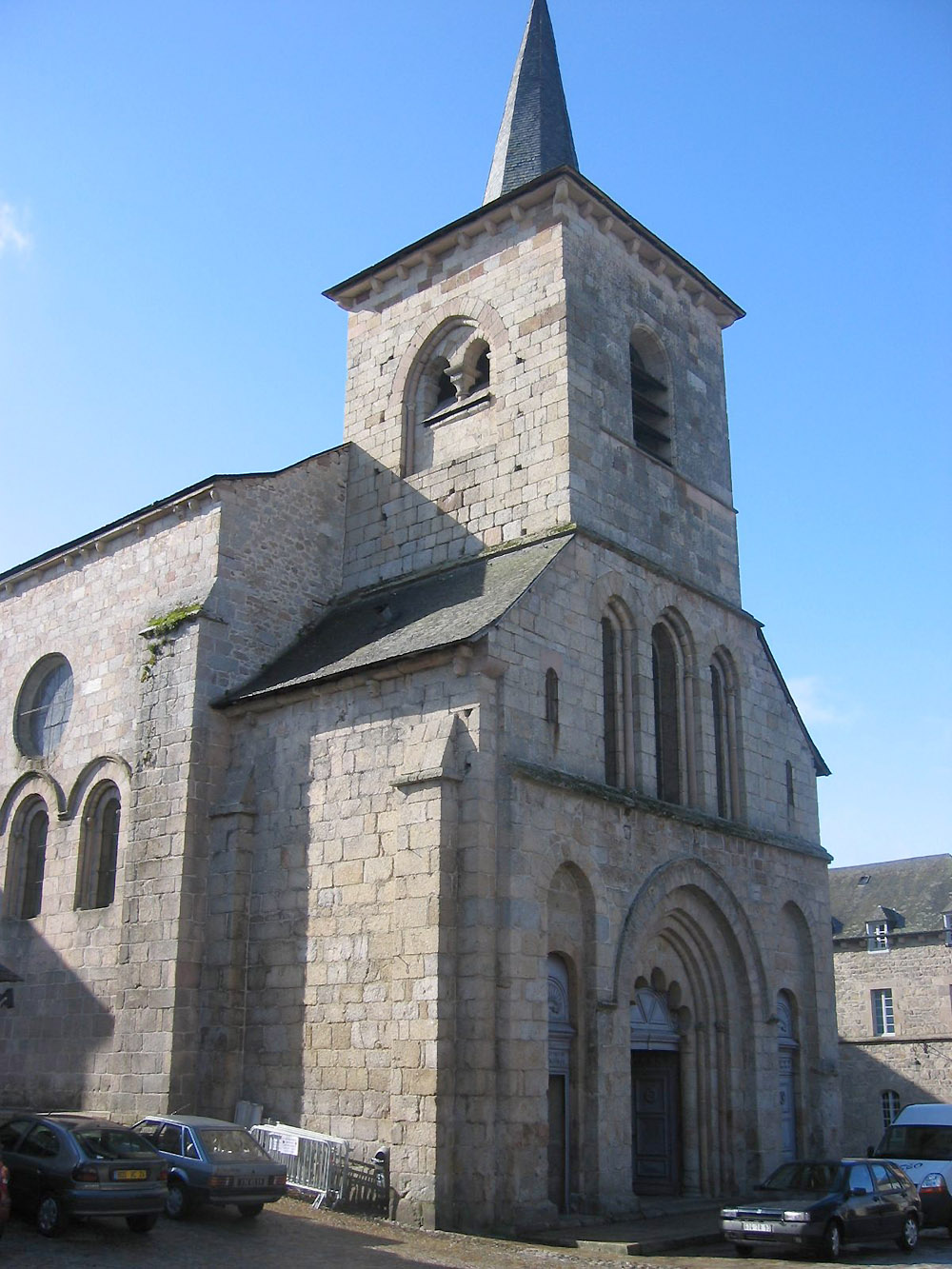
Le clocher-porche.
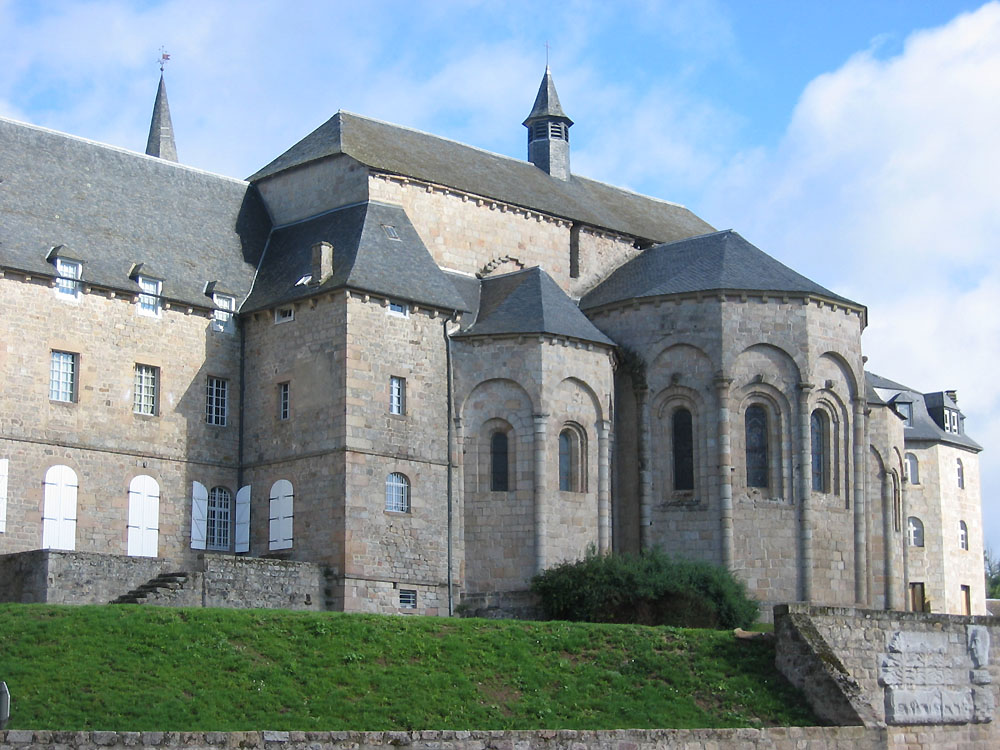
Le chevet de l'église et une des ailes de l'abbaye.

### L'église abbatiale

Plan géométral de l'église abbatiale.

- Dimensions intérieures de l'église
  - Longueur : 49 m.
  - Largeur du transept : 26 m.
  - Hauteur sous la voûte : 14 m.

À l'entrée, le clocher-porche de style roman-limousin, polylobé, et dont les onze chapiteaux offrent des sculptures sur la foi, les rêves, les espérances, est la partie la plus ancienne de l'église, sans doute commencée en 1085.
Une légende urbaine, mainte fois répétée au long de publications parfois récentes, affirme qu'une ou plusieurs pierres gravées attesteraient la date de 1119 pour la construction du transept et des absides. Déjà en 1880, Jean-Baptiste Poulbrière soulignait à quel point il est hautement improbable qu'une date du XIIe siècle puisse être exprimée aussi grossièrement dans la pierre par des chiffres arabes.
De même, il est possible que l'orientation des absides, effectivement assez fortement inclinées vers le sud par rapport à l'axe de la nef, prenne pour axe le lever du soleil à l'aube de la fête du saint patron.
Les chapiteaux sculptés du narthex sont du XIe siècle.
La nef a été bâtie à la fin du XIIe siècle. La voûte, posée sur croisée d'ogives, est du XIIIe siècle (début du style gothique).

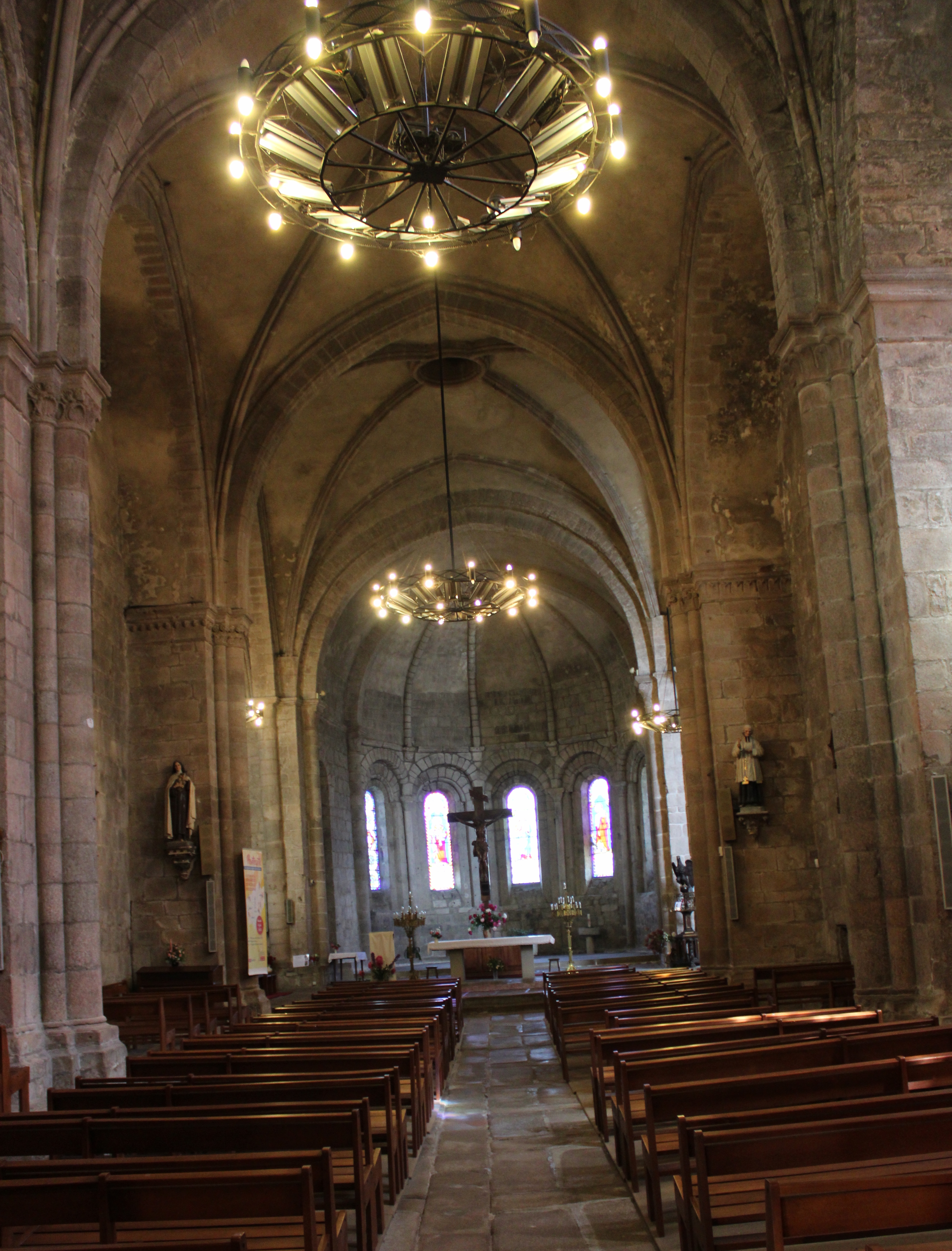
La nef.
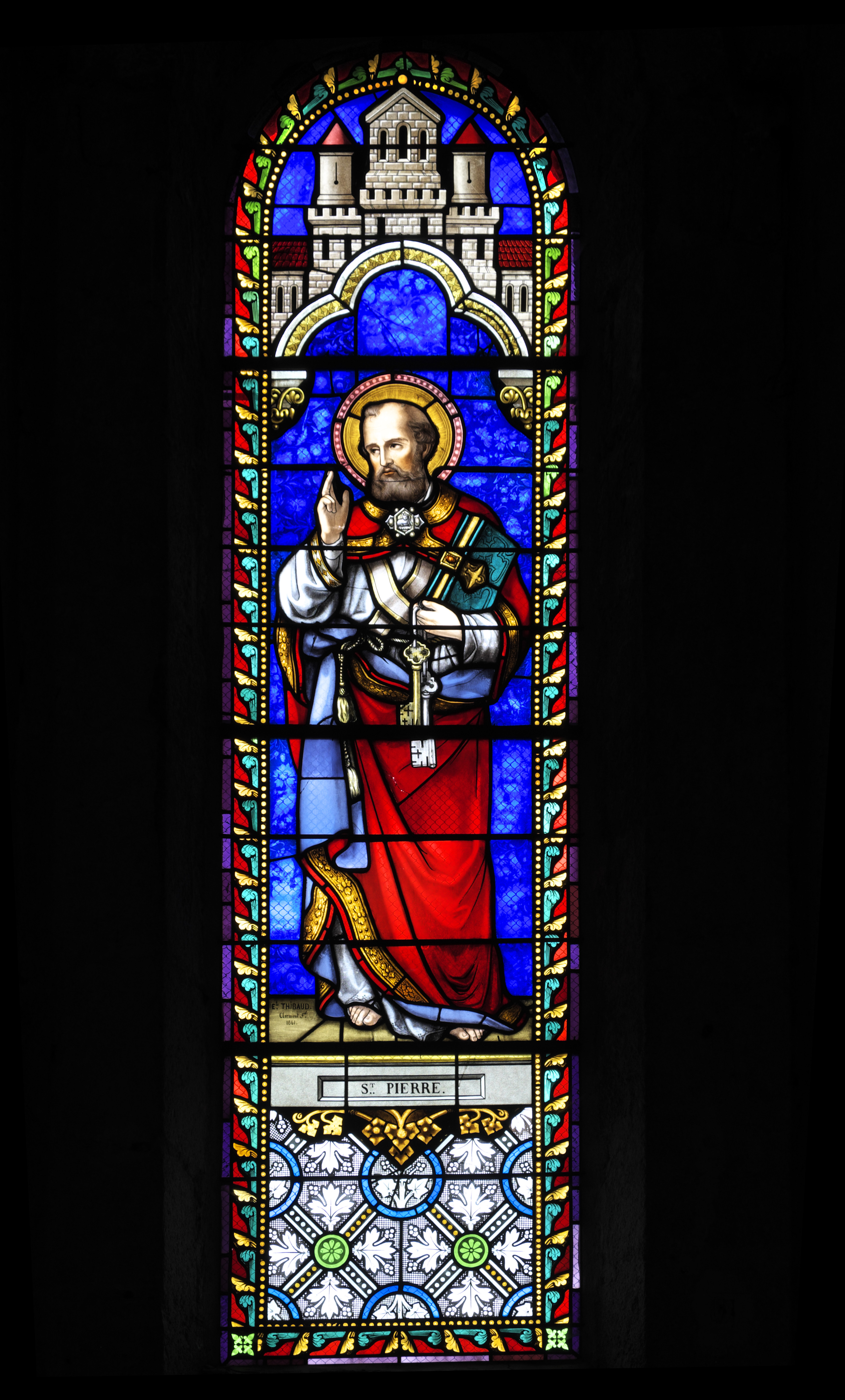
Vitrail de saint Pierre.
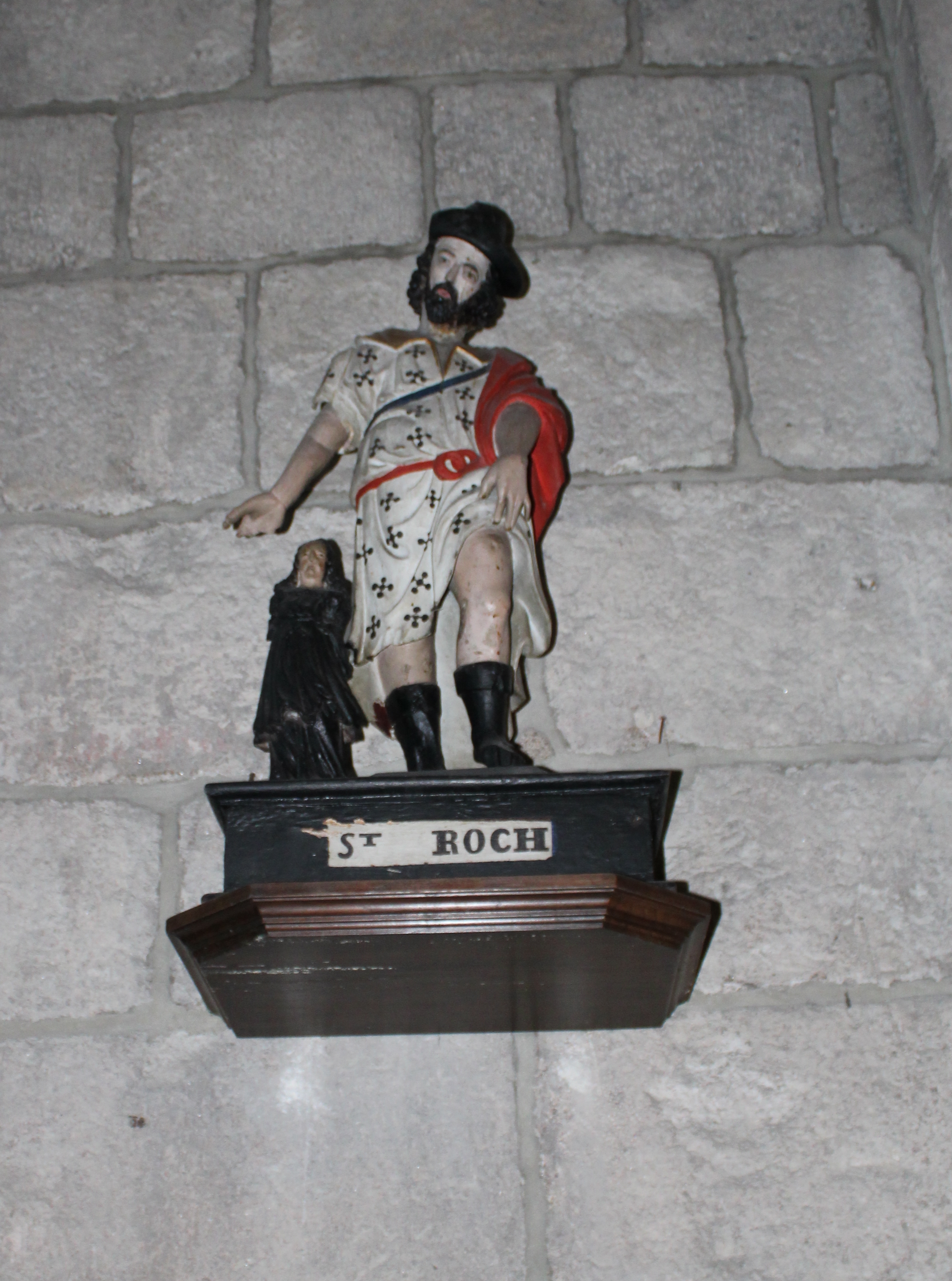
Statue de saint Roch.
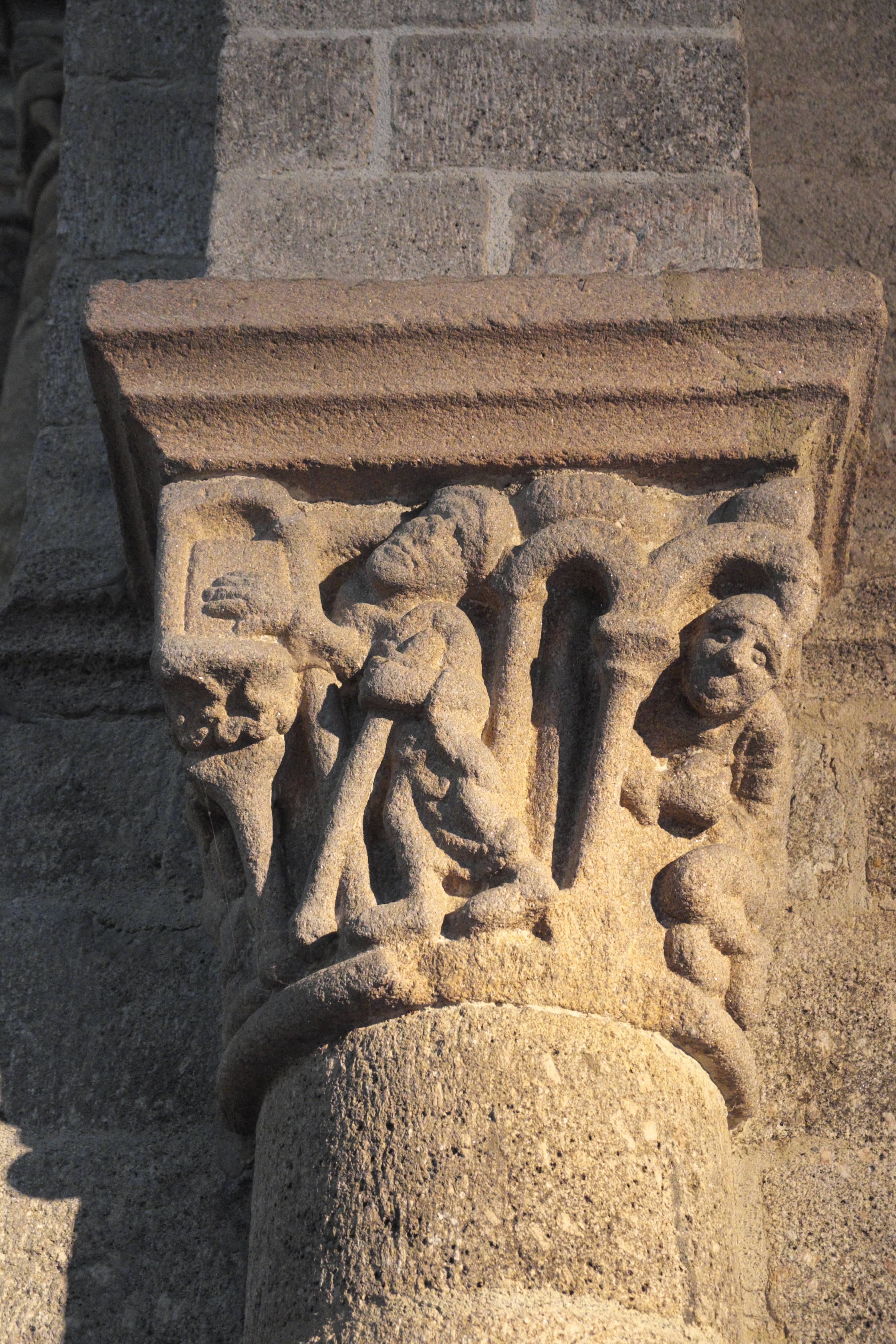
Chapiteau sculpté.

#### Pièces remarquables
- Cloche[8],[1].
- Mesure à grain transformée en bénitier[9],[1].
- Chapiteau transformé en bénitier[10],[1].
- Statuette Vierge à l'Enfant dite « Vierge noire » du XIIe siècle[11],[1].
- Statue et buste reliquaire de Saint Léger, saint patron de la paroisse de Meymac.
- Tableau Le Sommeil de l'Enfant Jésus ou Le Silence[1].Copie ancienne, de la fin du XVIIe siècle, partielle et inversée, d'une œuvre de Charles Le Brun d'après la gravure de Nicolas de Poilly[12].
- Orgue baroque de création pure XVIIe siècle, mais de fabrication contemporaine par Barthélemy Formentelli (it), inauguré le 19 juillet 1987[13].

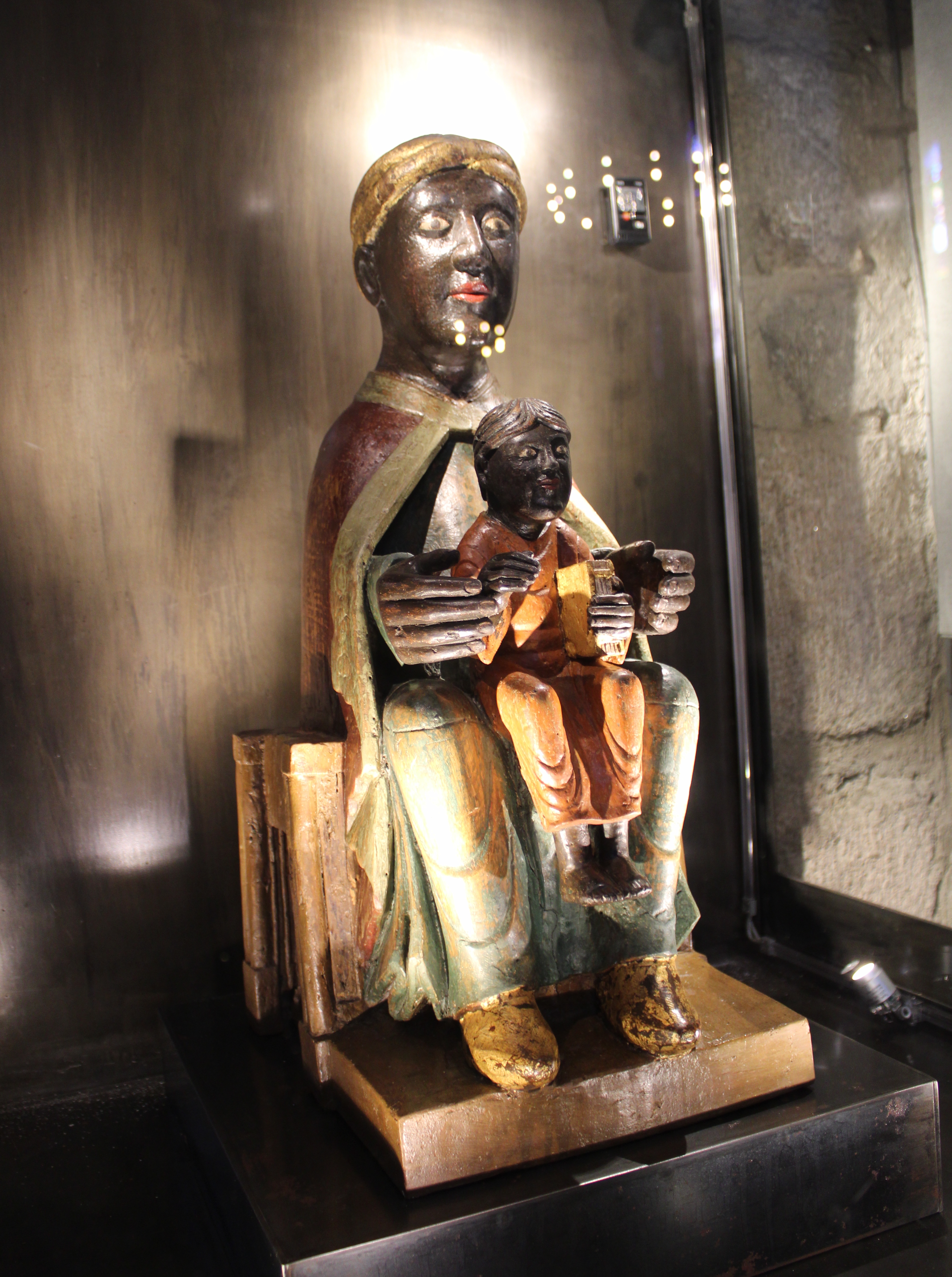
La Vierge noire.
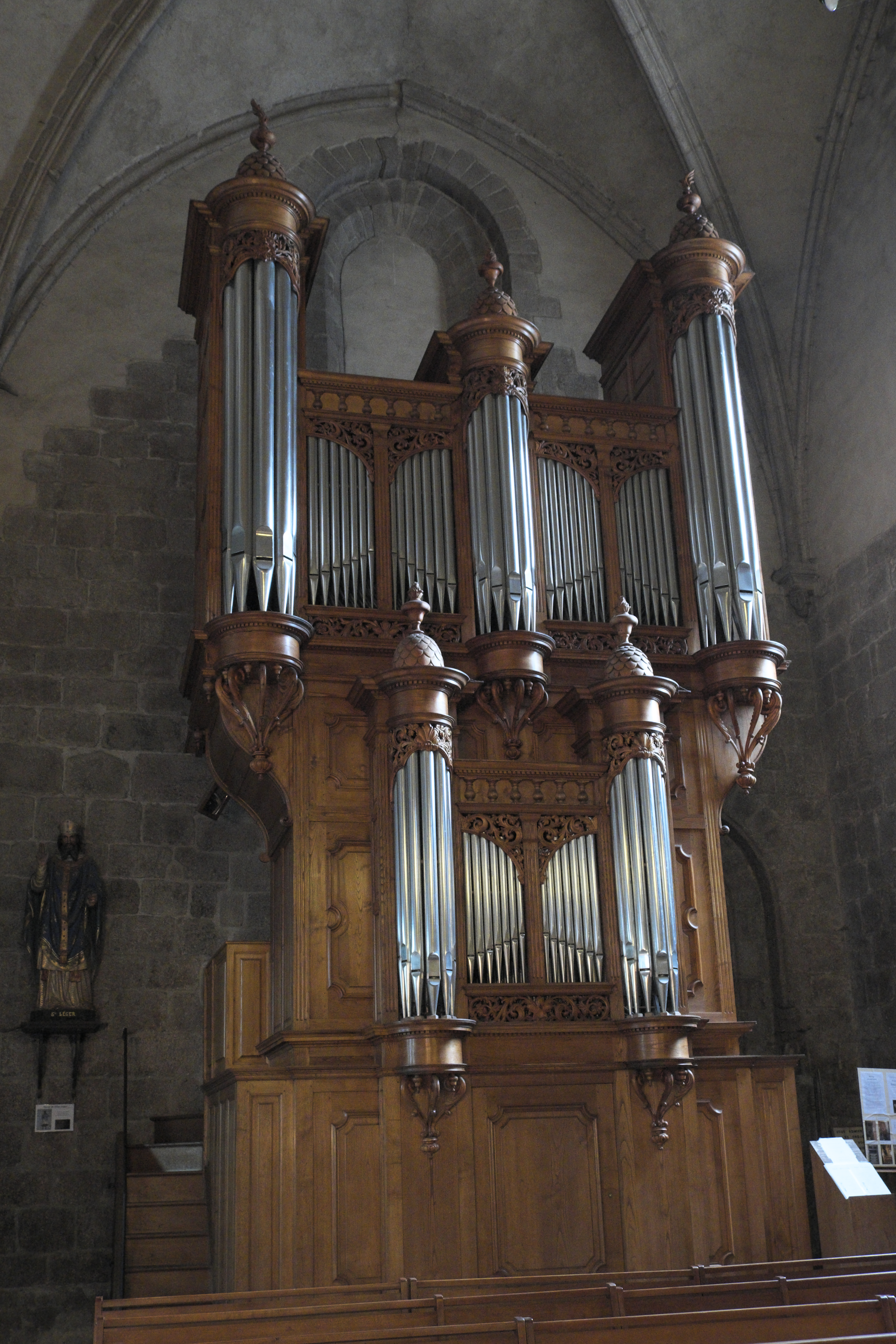
Orgue, posé au sol, dans le  croisillon sud.
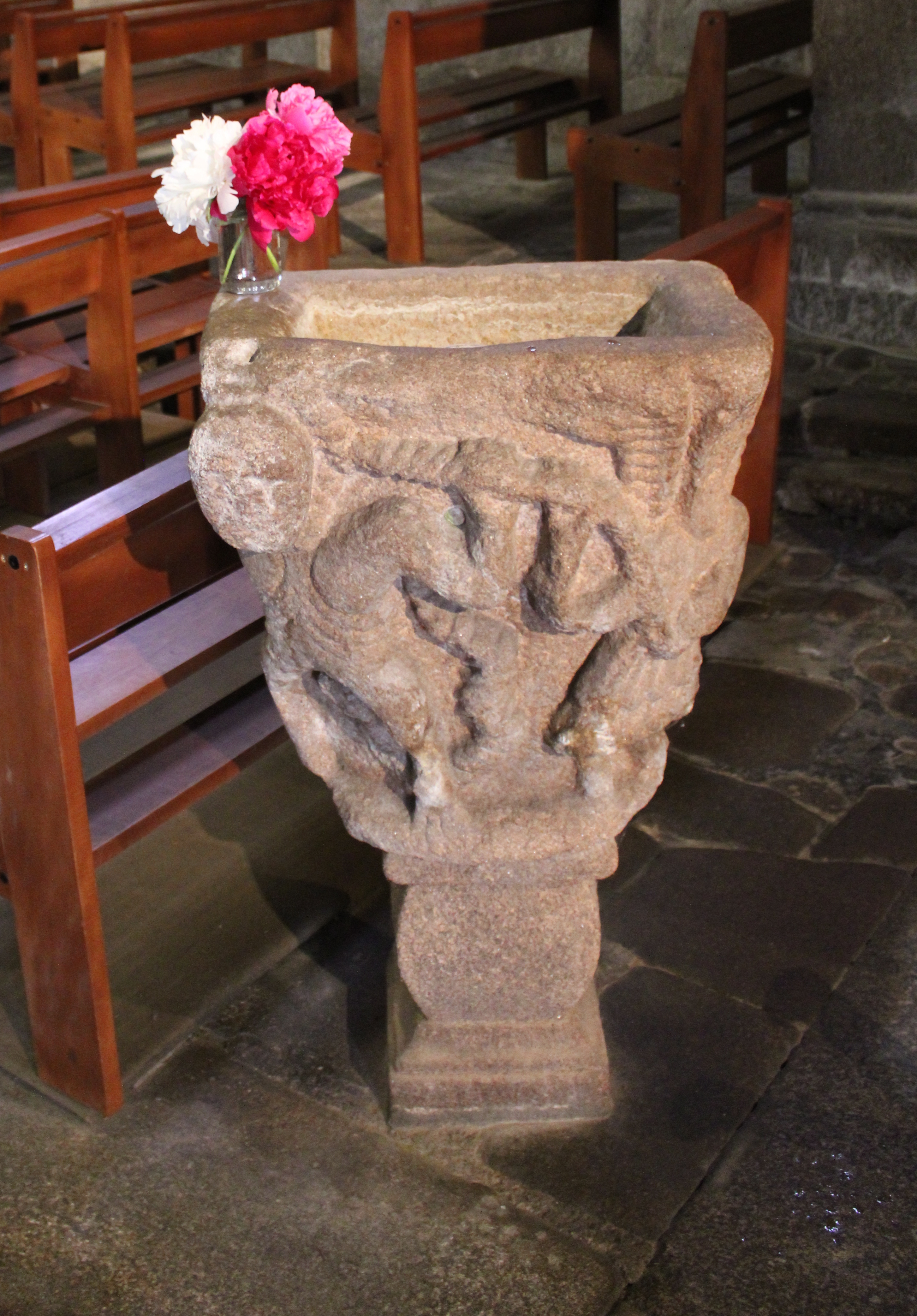
Le bénitier.

Le tableau Hommage à la France meurtrie d'Alméry Lobel-Riche, initialement installé dans la salle d'accueil du pôle culturel après avoir été restauré, a été, fin 2019, accroché dans l'église sur le mur de gauche de la nef avant d'être à nouveau déplacé, du fait de l'humidité des murs, et réinstallé à la mairie.

### Le monastère

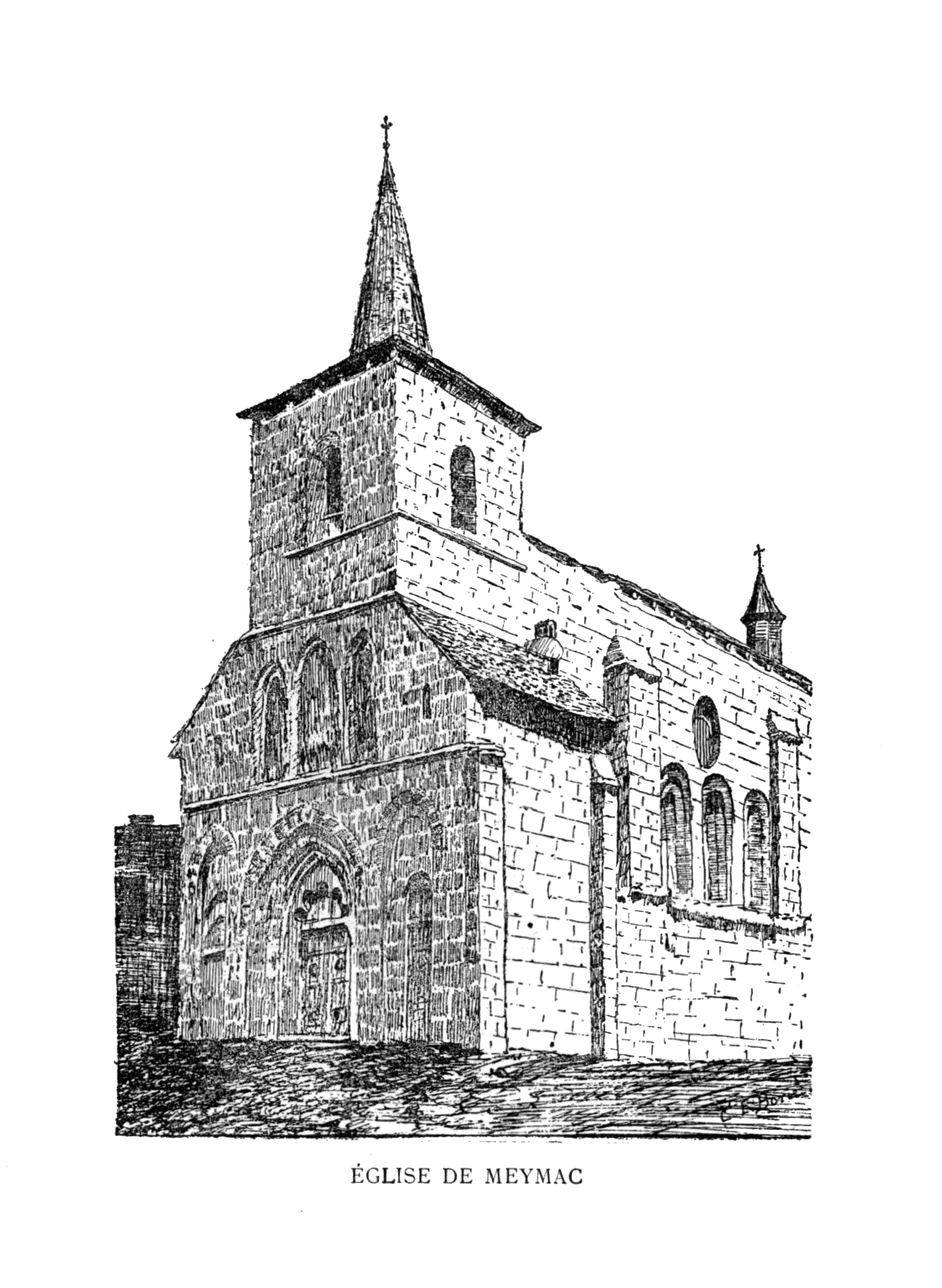
Dessin paru en 1886.

Du monastère restent deux ailes de l'abbaye qui encadrent, avec l'église, ce qui est aujourd'hui la place du Bûcher. À cette place, se trouvait le cloître, dont les seuls témoignages graphiques connus sont, d'une part, la planche gravée du Monasticon Gallicanum, et de l'autre la gravure parue en 1886 dans le texte de Joseph Treich-Laplène. Sur cette dernière, on voit très nettement représentés les deux contreforts du mur sud de l'église entaillés jusqu'au sol, à partir des niveaux de la toiture des galeries du cloître (ou de la base des baies de l'église). L'appareil que l'on peut voir aujourd'hui, plus régulier que l'ancien, laisse apprécier, en comparaison, l'évidence d'une restauration relativement récente (fin XIXe, début Xxe siècle) sur la base de ces deux contreforts.